# 여기에 있어!
고코니이루제!(ここにいるぜぇ! 여기에 있어![*])는 2002년 10월 30일에 발매된 모닝구무스메의 열여섯 번째 싱글이다.

## 개요
- 스티커 (SUPER SPECIAL LIMITED STIKER) 봉입.

- 고토 마키 졸업 후 첫 싱글이다.

- 후에 층쿠♂가 TAKE1에서 셀프 커버하였다.

- 당시 멤버로 재적하였던 쯔지 노조미가 2007년 5월 16일, 자신이 성우를 담당하는 애니메이션 《로비와 케로비》의 주제가로 셀프 커버하였다. 명의는 자신의 역할 아테나.

## 수록곡
1. ここにいるぜぇ!
작사, 작곡 : 층쿠 / 편곡 : 스즈키Daichi히데유키 / 스트링스 어렌지 : 겐 잇데쓰
2. 純LOVER
작사, 작곡 : 층쿠 / 편곡 : 다카하시 유이치
3. ここにいるぜぇ! (Instrumental)

## 참여 뮤지션
※괄호는 트랙 번호
- 스즈키Daichi히데유키 - 기타, 프로그래밍 (1)
- 무라이시 마사유키 - 드럼 (1)
- 다네다 다케시 - 베이스 기타 (1, 2)
- 겐 잇데쓰 - 스트링스 (1)
- 히라타 나오키 (THE THRILL) - 트럼펫 (1)
- 마스이 아키히토 - 트럼본 (1)
- YUKARIE (THE THRILL) - 색소폰 (1)
- 층쿠♂ - 코러스 (1)
- 모닝구무스메 - 백그라운드 보컬 (1), 코러스 (2)
- 제작진 전원 - 백그라운드 보컬 (1)
- 다카하시 유이치 - 기타, 프로그래밍 (2)

## 차트
- 골드 (일본 레코드 협회)
- 주간최고순위 1위 (오리콘 차트)
- 2002년 연간순위 64위 (오리콘 차트)